# 岡田崇正
岡田 崇正（おかた たかまさ、1975年10月27日 - ）は日本の実業家。株式会社ナムザックモバイル代表取締役。

## 人物
福岡県福岡市出身、福岡西陵高等学校を経て、株式会社ナムザックモバイル社を設立。
| スタブアイコン | サブスタブ | この項目は、まだ閲覧者の調べものの参照としては役立たない、人物に関連した書きかけの項目です。この項目を加筆・訂正などしてくださる協力者を求めています（P:人物伝/PJ:人物伝）。 |